# Tan Pingshan
Tan Pingshan (ur. 28 września 1886, zm. 2 kwietnia 1956) – chiński polityk.

## Życiorys
Pochodził z Gaoming w prowincji Guangdong, był synem krawca. W 1917 roku ukończył studia filozoficzne na Uniwersytecie Pekińskim, następnie związał się z powstającym ruchem komunistycznym. W 1921 roku wstąpił do Komunistycznej Partii Chin, w czerwcu 1923 roku wchodząc w skład Komitetu Centralnego, a w maju 1927 roku także Politbiura.
Między marcem a czerwcem 1927 roku pełnił rolę ministra rolnictwa w powołanym przez Wang Jingweia w Wuhanie opozycyjnym wobec Czang Kaj-szeka rządzie. Po rozpoczęciu przez Czanga w tym samym roku prześladowań działaczy komunistycznych wziął udział w powstaniu w Nanchangu, po jego upadku uciekł do Hongkongu. Pod naciskiem Kominternu wyrzucony z KPCh, został jednym ze współzałożycieli Chłopsko-Robotniczej Demokratycznej Partii Chin. Po wybuchu wojny chińsko-japońskiej w 1937 roku powrócił do kraju, podejmując współpracę z rządem kuomintangowskim jako członek Narodowej Rady Politycznej.
W 1948 roku wraz z grupą przeciwnych polityce Czang Kaj-szeka rozłamowców powołał Rewolucyjny Komitet Chińskiego Kuomintangu, w 1956 roku został wybrany wiceprzewodniczącym tej partii. Po utworzeniu w 1949 roku Chińskiej Republiki Ludowej został członkiem Ludowej Politycznej Konferencji Konsultatywnej Chin, zaś od 1954 roku był deputowanym do Ogólnochińskiego Zgromadzenia Przedstawicieli Ludowych.